# Salvador Campeny
Salvador Campeny va néixer a Espanya durant el segle xviii. Va ser músic, cantor i mestre de capella.
Gran part de la informació de la seva trajectòria musical és inèdita però se sap que després de la defunció del qual era el mestre de capella de la catedral de Girona, Gaspar Gilbert entre els anys 1712 i 1713, va ser triat com el nou mestre de capella Salvador Campeny mitjançant oposicions el 27 de novembre de 1713. En aquesta oposició va haver de mostrar el seu virtuosisme musical tant en el cant figurat com en el cant gregorià i les seves tècniques a l'hora de tocar la "buccinam mayorem" (trompa) i la "fistulam graviorem" (flauta greu).
Quan va aconseguir la plaça només va poder exercir com a mestre de capella durant un mes, ja que va desaparèixer de Girona. A causa d'això es van tornar a convocar noves oposicions el 26 de desembre de 1713, obtenint la vacant Antoni Gaudí.
Posteriorment, quan Tomás Milanos exercia de mestre de capella en la catedral de Girona, va disposar d'una sèrie de noms de cantors en el Llibre de Pagaments de 31 de maig de 1719, en el qual es trobava el nom de Salvador Campeny on relata que com a integrant de cantors rebia 30 lliures.